# Rolf Brand
Rolf Brand (* 1932 in Hamm; † 8. oder 9. Mai 2021 in Lübeck) war ein deutscher Aikidō-Lehrer (8. Dan).
Rolf Brand praktizierte über viele Jahre verschiedene Kampfkünste, darunter Judo, Karate, Aikidō und T'ai-Chi-Ch'uan.

## Leben und Wirken
Rolf Brand erhielt seine 1. Dan im Judo 1963, im Aikidō 1969. Er war seit den frühen 1960er Jahren aktiv als Kampfrichter, Lehrer und Funktionär, Mitbegründer der Sektion Aikidō im Deutschen Judobund und langjähriger Vorsitzender des Deutschen Aikidō-Bundes e.V. (DAB), der 1977 gegründet wurde. Neben anderen, wie Gerd Wischnewski und Erhard Altenbrandt, wirkte er maßgeblich an der Verbreitung des Aikidōs in Deutschland mit und verfasste mehrere Fachbücher über Aikidō. Ebenfalls mit Erhard Altenbrandt gründete Rolf Brand 2002 die Aikido-Union Deutschland e.V.
Rolf Brand hielt am 2. und 3. Dezember 2006 seinen letzten öffentlichen Lehrgang im TSV Musberg e.V. ab. Seine Frau Helga und er verabschiedeten sich im Frühjahr 2007 auch aus dem aktiven Trainingsbetrieb ihres Heimatvereins, des Aikido-Clubs Lübeck.
Das Menkyo kaiden (Zeugnis der Nachfolgerschaft) übergab Rolf Brand am 25. März 2007 an seinen langjährigen Meisterschüler Björn Rahlf, damaliger (5. Dan).

## Lehrer
- Judo
  - Eugen Hölzel, 4. Dan (Deutschland)
  - M. Suzuki, 4. Dan (Japan)
  - K. Nagaoka, 4. Dan (Japan)
  - Masao Watanabe, 4. Dan (Japan).
- Karate
  - Bernhard Götz, 2. Dan (Deutschland)
  - Yutaka Toyama, 4. Dan (Japan)
- Aikidō
  - Yoshimasa Kimura, 3. Dan (Japan)
  - Gerd Wischnewski, 3. Dan (Deutschland)
  - Yves Cauhépé, 5. Dan (Schweiz)
  - André Nocquet, 8. Dan (Frankreich)
- T'ai-Chi-Ch'uan
  - Handform des Yang-Stils: Frank Froböse (Deutschland)
  - Hand-, Säbel- und Schwertform des Yang-Stils: Stephan Hagen (Deutschland)

## Auszeichnungen
1977  Verdienstkreuz am Bande des Verdienstordens der Bundesrepublik Deutschland

## Fachveröffentlichungen
- Fachbuch: AIKIDO – Lehren und Techniken des harmonischen Weges (Falken-Verlag Niedernhausen)
- Lehrhilfe: 5. und 4. Kyu-Aikido (mit Erhard Altenbrandt)
- Lehrbrief: Methodik des Kata-Unterrichtes
- Lehrbrief: Verkettung von Aikido-Techniken
- Entwicklung der 3. Aiki-no-Kata (Form der Nage-Waza sowie der Synthese ihrer Prinzipien im Stand)
- Entwicklung der 4. Aiki-no-Kata (Form der Nage- und Katame-Waza zur Abwehr bewaffneter Angreifer – Form der Evolution des Aikidoka)
- Diverse Aufsätze und Lernmittel über die philosophischen, geistigen und technischen Aspekte des klassischen Aikido